# Catherine Cornaro
Pour les articles homonymes, voir Cornaro.
Catherine Corner italianisé en Caterina Cornaro, née le 25 novembre 1454 à Venise et morte le 10 juillet 1510 à Asolo, est reine de Chypre de 1474 à 1489.

## Biographie
Catherine était la fille de Marco Cornaro (1406-1479), patricien vénitien, et de Fiorenza Crispo (1422-?), petite-fille du duc de Naxos Francesco Ier Crispo. En 1457 son père l'avait écarté de toutes les charges du pouvoir pour avoir couvert les malversations de son frère, Andrea Cornaro, accusé d'avoir tenté d'acheter des voix pour une assemblée extraordinaire du Sénat ; il s'était alors réfugié à Chypre, où non seulement il s'était considérablement enrichi, mais encore, il avait avancé des sommes importantes aux rois Jean II et Jacques II qui, n'ayant pu le rembourser, étaient devenus ses obligés.

### Jeunesse
Catherine est élevée dans un pensionnat de Padoue. Sa beauté, reconnue par tous ses contemporains, est un critère particulièrement important dans le choix du roi Jacques II de Chypre ; celui-ci fait alors demander sa main au doge Francesco Foscari, par l’intermédiaire de l’ambassadeur chypriote Philippe Mistachiel.
Le Sénat décida alors que Catherine serait adoptée et intronisée « Fille de la République » et que sa dot serait celle d’une reine (elle fut en effet fixée à 61 000 ducats) ; l’objectif de cette décision était cependant de permettre à la république de Venise, si Catherine décédait sans héritier, de recueillir en héritage la couronne de Chypre.

### Reine consort de Chypre
Le mariage par procuration fut célébré le 10 juin 1468. Outre le paiement de la dot, Venise garantissait au royaume de Chypre un appui inconditionnel qui ne devait en aucun cas empiéter sur son indépendance ; Jacques II offrait, en retour, aux Vénitiens des droits et privilèges sur Famagouste et Kyrenia (Cérines) ; enfin, le contrat de mariage stipulait si Jacques II mourait sans héritier mâle légitime, la couronne de Chypre devait revenir à sa veuve et, à la mort de celle-ci, à la république de Venise.
Quatre années s’écoulèrent entre la cérémonie du mariage par procuration et le départ pour Chypre : si ce peu d’empressement de Jacques II à se manifester engendre un trouble dans la famille Cornaro, Catherine en profite pour apprendre en détail le cérémonial de la cour chypriote.
Après un départ différé en raison de la situation politique et économique de Chypre, Catherine ne quitte Venise que le 27 septembre 1472. Elle passe la dernière semaine en retraite au monastère bénédictin de San Nicolo del Lido.

### Mariage éphémère
Catherine arrive à Famagouste en décembre 1472 et, le jour même de son arrivée, elle épouse religieusement et officiellement Jacques II en la cathédrale Saint-Nicolas. La cérémonie est présidée par l’archevêque de Nicosie, le catalan Luis Perez Fabregues. La jeune reine est immédiatement accueillie très chaleureusement par les Chypriotes auprès desquels, durant toute sa vie, elle demeurera très populaire.
Délaissée par un époux frivole et inconstant, Catherine trouve son refuge auprès de la communauté vénitienne de Nicosie, dont l’animateur est son oncle Andrea Cornaro.
Jacques II meurt le 11 juin 1473, après avoir dicté un testament aux termes duquel il confirme la place de l’enfant de Catherine, alors enceinte, en première place dans l’ordre de succession au trône mais octroie un droit de succession à son propre fils naturel, Eugène de Lusignan ; il institue également un conseil de régence composé d’Andrea Cornaro, de Pierre Davila, du comte de Tripoli, de Juan Perez Fabrice, comte de Jaffa, de Rizzo di Martino et du comte de Rochas.

### Règne

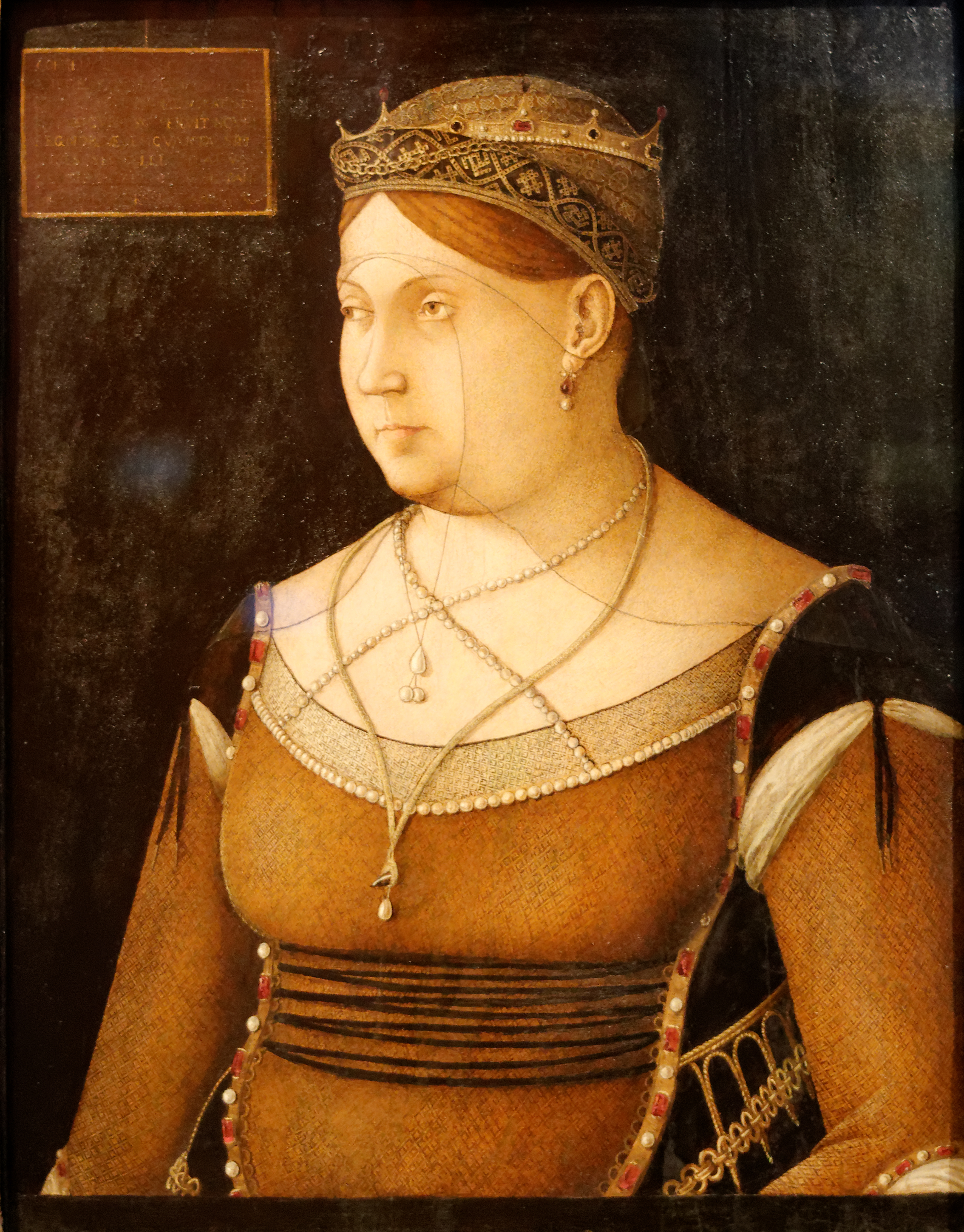
Portrait par Gentile Bellini, vers 1500.

Dès le décès de Jacques II, le Sénat vénitien envoie des mercenaires assurer la protection de la reine.
Catherine met au monde son fils, Jacques III, le 8 août 1473.

#### Coup d’État
Le 10 novembre 1473, une délégation napolitaine et catalane menée par Luis Perez Fabregues se présente à Famagouste et tente un coup d’État afin d’écarter Jacques III et Catherine du trône au profit de sa belle-sœur Charlotte de Lusignan. Complice des conjurés, Rizzo di Marino assassine le conseiller Paolo Zappa, dont le cadavre est jeté dans le puits et déclenche un massacre des Vénitiens présents à Famagouste, parmi lesquels Gabriele Gentile, médecin de Catherine, Andrea Cornaro et son neveu Marco Bembo (dont les corps sont jetés dans les fossés de la forteresse de Famagouste). Les conjurés pillent ensuite le trésor royal des Lusignan.
Un gouvernement est mis en place, écartant Catherine de toutes les responsabilités du pouvoir.
Le 24 novembre 1473, le provéditeur Vettor Sorranzo met le siège devant le port de Famagouste. Il parvient à prendre le contrôle du palais royal le 1er janvier 1474 au petit matin, obligeant les conjurés à se réfugier sur un navire napolitain.

#### Constitution vénitienne
Le 28 mars 1474, le Sénat vénitien décida de considérer Chypre comme une possession de la république de Venise et établit une constitution confirmant la Reine dans ses titres mais confiant la réalité du pouvoir politique à des conseillers nommés directement par le Sénat vénitien.
Atteint de paludisme, Jacques III meurt le 26 août 1474. Catherine devient alors reine mais les conseillers vénitiens s’évertuent à l’isoler afin de l’écarter du pouvoir ; en outre, elle doit faire face à de nombreux complots fomentés par : 
- sa belle-sœur Charlotte de Lusignan, qui ne cesse de conspirer pour recouvrer le trône ;
- le roi Ferdinand Ier de Naples, qui songe installer sur le trône de Chypre son fils naturel Alfonso, fiancé à Ciarla, fille naturelle de Jacques II.

Elle bénéficie cependant de la présence, auprès d’elle, de son cousin Giorgio Contarini, comte de Jaffa, dont elle tombe amoureuse.
Le 10 mai 1476, Catherine est reconnue reine de Chypre par le sultan du Caire, suzerain de l’île, qui écarte ainsi les prétentions au trône de Charlotte de Lusignan. Elle tente de s’opposer systématiquement aux intrusions de Venise dans le gouvernement de Chypre.

#### Abdication
Le 24 janvier 1489, son frère Giorgio Cornaro arrive à Famagouste puis gagne Nicosie pour lui enjoindre, au nom du sénat vénitien, de renoncer à la couronne ; cédant, Catherine abdique le 26 février 1489 et quitte Chypre pour Venise le 14 mars suivant.

### Dame d’Asolo
De retour à Venise le 5 juin 1489, Catherine s’installe à Asolo, fief que la république de Venise lui octroie, le 12 octobre suivant. Elle y fera édifier une résidence, le Barco della Regina, aujourd’hui presque totalement disparue.
Durant ses dernières années, elle sera l’invitée officielle des cérémonies de Venise, conservant son rang de reine.
Elle meurt à Venise en 1510. Son corps est déposé dans la chapelle Cornaro de l’Église Santi Apostoli, à Venise, avant d’être transféré, en 1570, en l’église San Salvador de Venise. Sa tombe est sous une dalle funéraire devant le monument qui lui est dédié et qui occupe le fond du transept droit.

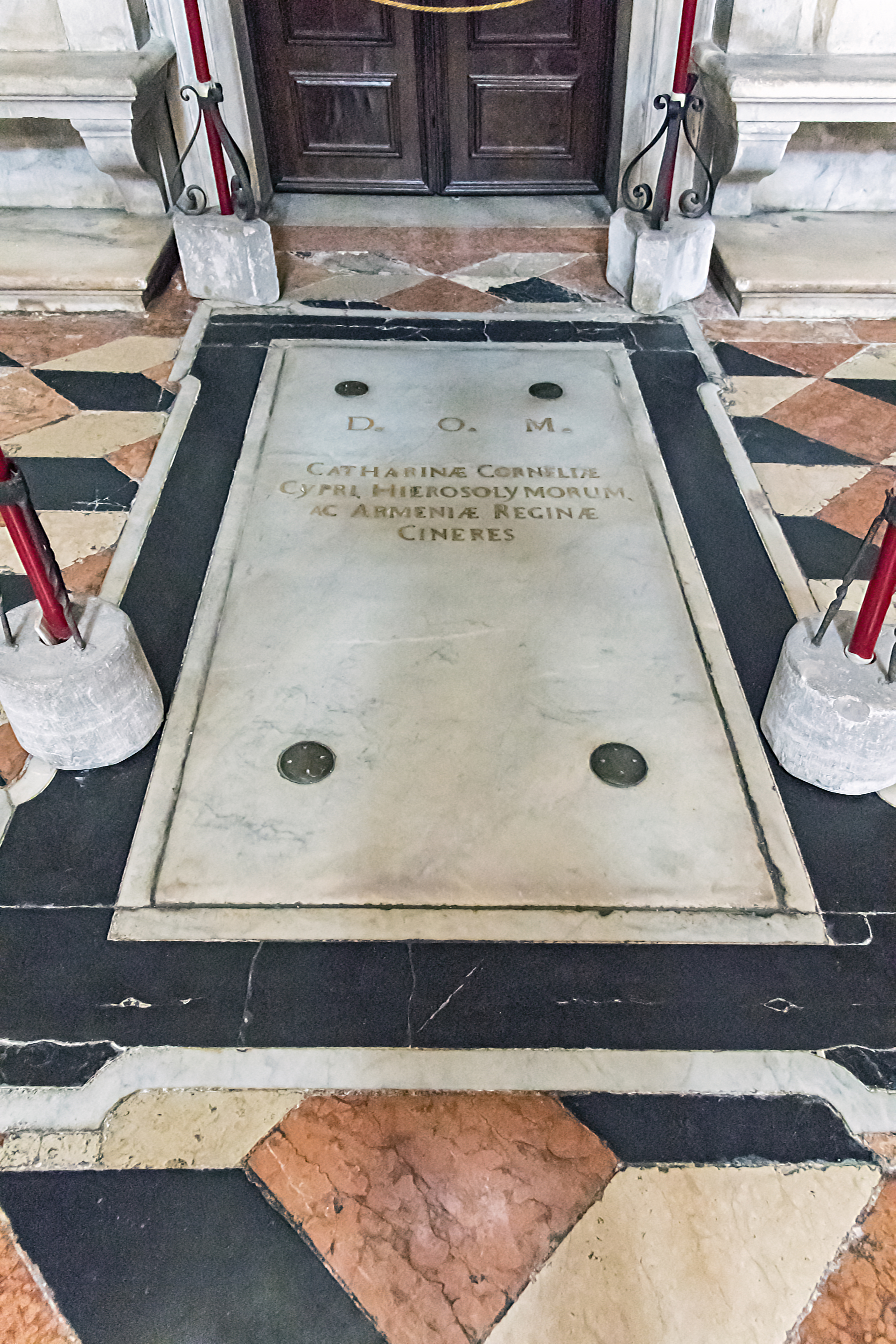
Sa tombe devant le porte de la sacristie.
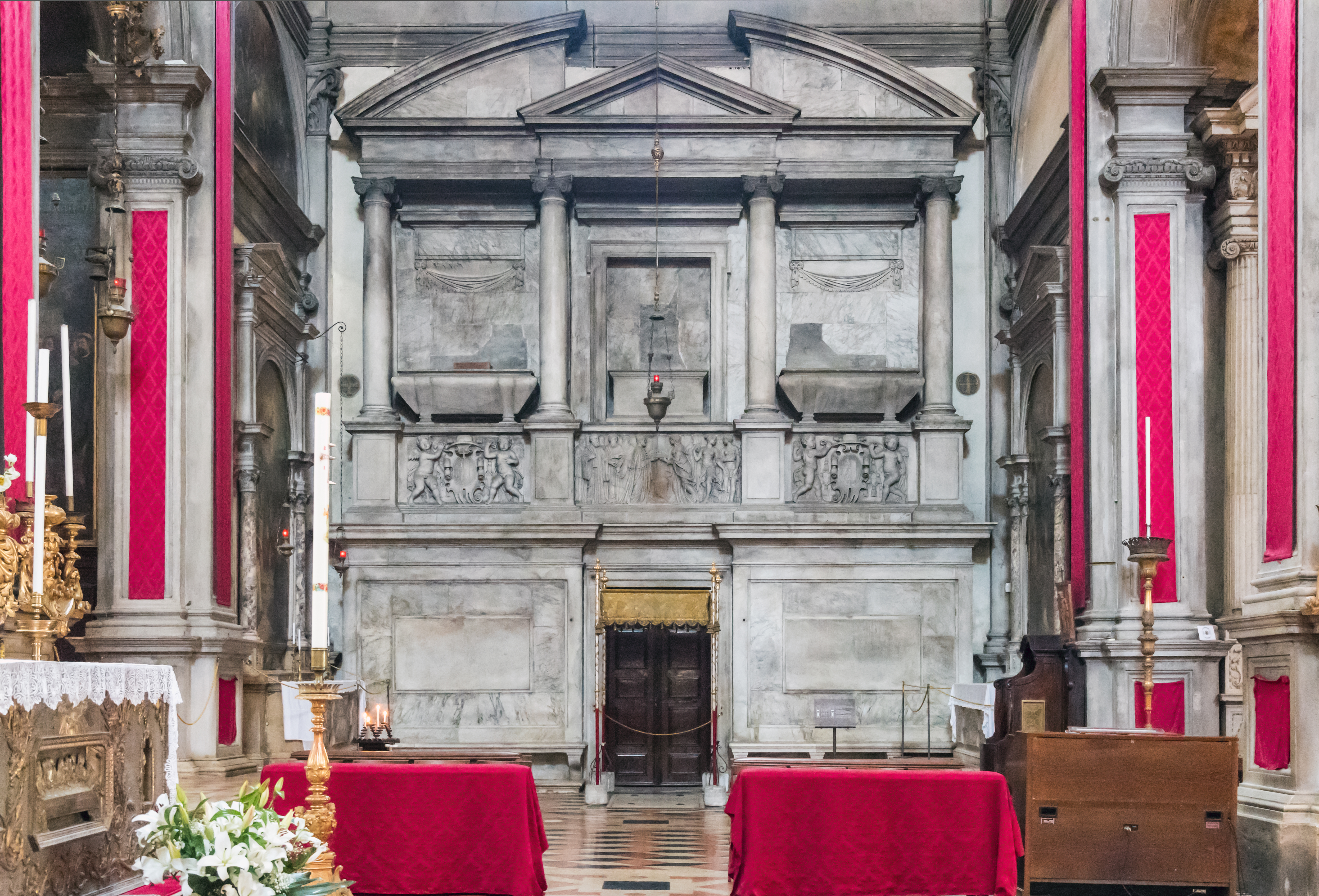
Son  monument funéraire.

## Ascendance
```
          ┌──> Andrea Cornaro
          │    fils de 
Marco Cornaro
 (1286-1368),
Doge de Venise
 (1365-1368)
          │
     ┌──> Giorgio Cornaro (1374-1439) 
     │    Podestat de Padoue
     │    │
     │    └──> ?
     │         
     │
┌──> Marco Cornaro (1406-1479) 
│    Conseiller du Doge et ambassadeur de Venise
│    │
│    │    ┌──> N. Giustiniani
│    │    │    
│    │    │
│    └──> Caterina Giustiniani
│         
│         │
│         └──> ?
│              
│
Catherine Cornaro (1454-1510)

reine de Chypre
 1473-1489 
│
│         ┌──> 
Francesco 
I
er
 Crispo
 (mort en 1397)
│         │    
Duc de Naxos
 (1383-1397)
│         │
│    ┌──> Nicolo Crispo (1450) 
│    │    Seigneur de 
Santorin
, Régent du 
Duché de Naxos
 (1447-1450)
│    │    │
│    │    └──> Fiorenza Sanudo
│    │         Dame de 
Milo

│    │
└──> Fiorenza Crispo
     
     │
     │    ┌──> 
Alexis 
IV
 Comnène
 (mort en 1429)
     │    │    
Empereur de Trébizonde
 (1417-1429) 
     │    │
     └──> Valenza Comnène
          
          │
          └──> Theodora Cantacuzène (morte en 1426)
               
```

## Dans les arts et la culture

### Musique
- « Catharina Cornaro » opéra du compositeur allemand Franz Lachner, créé le 3 décembre 1841.
- Caterina Cornaro est un opéra du compositeur italien Gaetano Donizetti, créé le 18 janvier 1844 au Teatro San Carlo de Naples.
- La Reine de Chypre est un opéra du compositeur français Fromental Halévy, créé le 22 décembre 1841  à la Salle Le Peletier de l'Académie Royale de Musique à Paris.
- La Regina di Ciprio est un opéra du compositeur italien Giovanni Pacini créé le 7 février 1846 inspiré de l'œuvre de Halévy.

### Littérature
- Silvia Alberti De Mazzeri, La reine vénitienne, roman, Pygmalion, 2008.
- Anna Forstenheim, Caterina Cornaro, drame historique en 5 actes, Klemm, Vienne, 1875.